# Hypsugo petersi
Hypsugo petersi — вид рукокрилих ссавців з родини лиликових.

## Таксономічна примітка
Таксон перенесено з Falsistrellus до Hypsugo.

## Поширення
Країни проживання: Філіппіни, Індонезія, Малайзія.